# 道の駅ひろた
道の駅ひろた（みちのえき ひろた）は、愛媛県伊予郡砥部町にある国道379号の道の駅である。愛称は峡の館。

## 主な施設
- 駐車場
  - 普通車：98台
  - 大型車：2台
  - 身障者用：1台
- トイレ

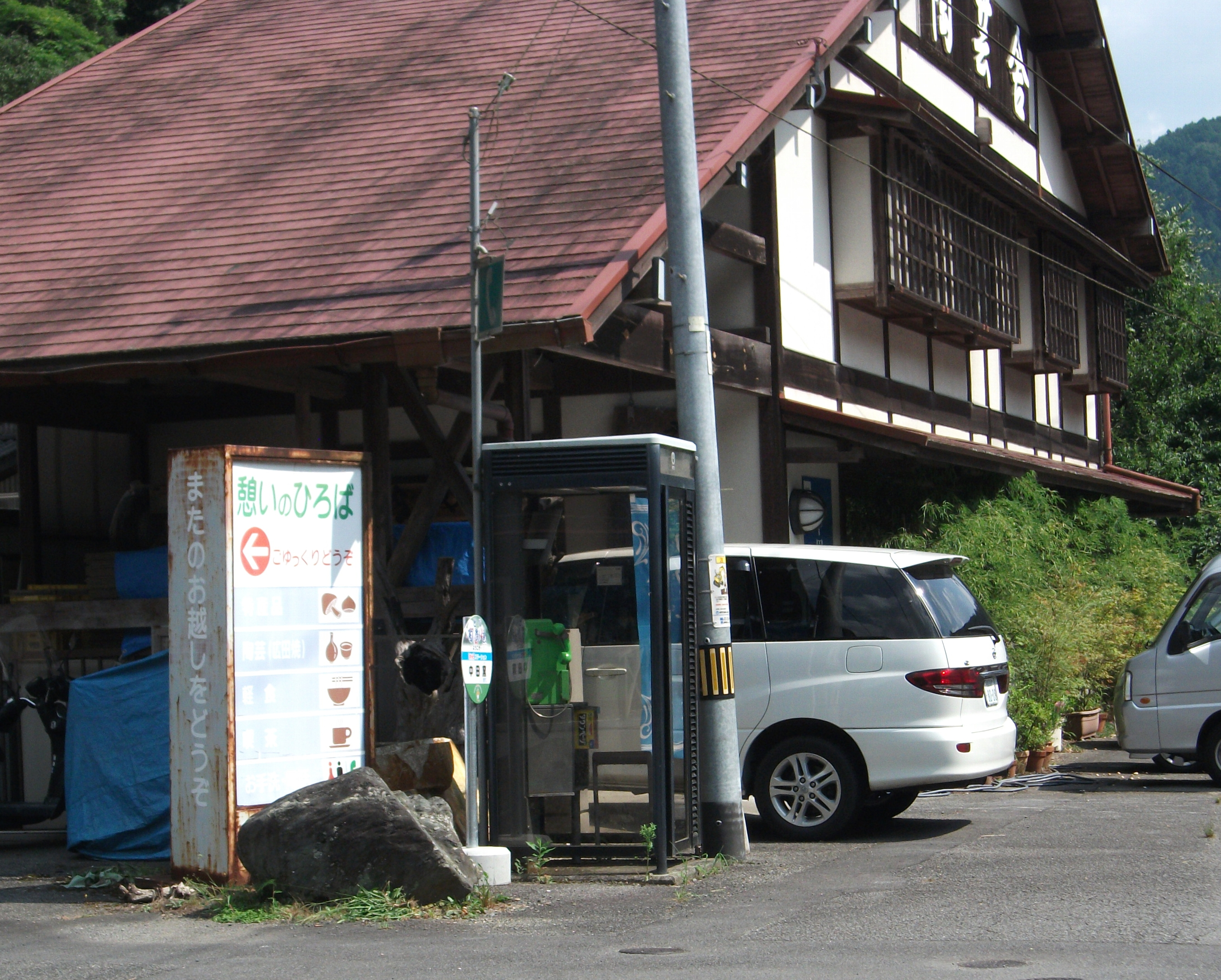
公衆電話

  - 男：大 7器（3器）、小 19器（8器）
  - 女：14器（6器）
  - 身障者用：2器（1器）

※（）内は、24時間利用可能
- 農村工芸館
- ふるさと研修の館（チェックイン 16:00、チェックイン 10:00）
- 物産館（8:00 - 17:00）
- レストラン（10:00 - 17:00）
- 公衆電話

## 休館日
- 毎週火曜日
- 年末年始

## アクセス
- 国道379号 - 登録路線
  - 愛媛県道306号中野川総津線

## 周辺
- 玉谷川
- 神の森大橋
- 三所権現